# 长安街道 (蛟河市)
长安街道，是中华人民共和国吉林省吉林市蛟河市下辖的一个乡镇级行政单位。

## 行政区划
长安街道下辖以下地区：
滨河社区、长安社区、铁西社区、铁东社区、进步村和小八家子村。